# Wuyang (ort i Kina, Hunan)
Wuyang är en ort i Kina. Den ligger i provinsen Hunan, i den södra delen av landet, omkring 310 kilometer sydväst om provinshuvudstaden Changsha.
Runt Wuyang är det ganska tätbefolkat, med 96 invånare per kvadratkilometer. Wuyang är det största samhället i trakten. I omgivningarna runt Wuyang växer i huvudsak blandskog.
Genomsnittlig årsnederbörd är 1 741 millimeter. Den regnigaste månaden är maj, med i genomsnitt 246 mm nederbörd, och den torraste är december, med 65 mm nederbörd.